# Хотинська сільська рада
Хоти́нська сільська́ ра́да — орган місцевого самоврядування в Радивилівському районі Рівненської області. Адміністративний центр — село Хотин.

## Загальні відомості
- Хотинська сільська рада утворена в 1940 році.
- Територія ради: 34,443 км²
- Населення ради: 985 осіб (станом на 2001 рік)

## Розташування
Територія, яка підпорядковується Хотинській сільській раді, межує з Рідківською, Теслугівською, Боратинською, Крупецькою, Сестрятиською сільськими радами Радивилівського району і Бродівським районом Львівської області.

## Населені пункти
Сільській раді підпорядковані населені пункти:
- с. Хотин
- с. Веселе
- с. Полуничне

## Склад ради
Рада складається з 16 депутатів та голови.
- Голова ради: Гонтар Василь Васильович

### Керівний склад попередніх скликань
| Прізвище, ім'я, по батькові | Основні відомості                                                         | Дата обрання | Дата звільнення |
| --------------------------- | ------------------------------------------------------------------------- | ------------ | --------------- |
| Тимощук Степан Васильович   | Сільський голова, 1958 року народження, безпартійний                      | 26.03.2006   | 11.09.2008      |
| Ферчук Олександр Іванович   | Сільський голова, 1975 року народження, освіта вища, член Народної партії | 15.03.2009   | 31.10.2010      |
| Ферчук Олександр Іванович   | Сільський голова, 1975 року народження, освіта вища, член Народної партії | 31.10.2010   | 16.12.2012      |
| Гонтар Василь Васильович    | Сільський голова, 1975 року народження, освіта вища, безпартійний         | 16.12.2012   |                 |

Примітка: таблиця складена за даними сайту Верховної Ради України